# Giro d’Italia 2007/Fahrerfeld
Folgende Fahrer und Mannschaften nahmen am Giro d’Italia 2007 teil:
Die deutschen, österreichischen und Schweizer Fahrer sind fett markiert.
Legende:
- Suspendierung: Ausschluss durch eigenes Team
- Ausschluss: Ausschluss durch die Rennleitung vor Rennbeginn
- Disqualifikation: Ausschluss durch die Rennleitung nach Rennbeginn
- : Etappensieger
- : Rosa Trikot für den Gesamtführenden
- : Zyklamrotes Trikot für den Punktbesten
- : Grünes Trikot für den besten Bergfahrer
- : Weißes Trikot für den besten Nachwuchsfahrer unter 25 Jahre
- : Gelbe Rückennummer für das in der Mannschaftswertung führende Team

## Quick Step-Innergetic(BEL)
| Nr. | Name                | Nationalität | Anmerkungen                                                          |
| --- | ------------------- | ------------ | -------------------------------------------------------------------- |
| 1   | Paolo Bettini       | Italien      |                                                                      |
| 2   | Addy Engels         | Niederlande  |                                                                      |
| 3   | Mauro Facci         | Italien      |                                                                      |
| 4   | Leonardo Scarselli  | Italien      |                                                                      |
| 5   | Hubert Schwab       | Schweiz      | : 7. & 8. Etappe                                                     |
| 6   | Andrea Tonti        | Italien      | Aufgabe vor der 3. Etappe, Bruch des Nasenbeins nach Sturz am Vortag |
| 7   | Matteo Tosatto      | Italien      |                                                                      |
| 8   | Jurgen Van De Walle | Belgien      | Aufgabe während der 14. Etappe                                       |
| 9   | Giovanni Visconti   | Italien      |                                                                      |

## Team Astana(SUI)
| Nr. | Name             | Nationalität | Anmerkungen                    |
| --- | ---------------- | ------------ | ------------------------------ |
| 11  | Paolo Savoldelli | Italien      | : 20. Etappe                   |
| 12  | Maxim Gurow      | Kasachstan   |                                |
| 13  | Benoît Joachim   | Luxemburg    |                                |
| 14  | Assan Basajew    | Kasachstan   |                                |
| 15  | Sergei Jakowlew  | Kasachstan   | Aufgabe während der 15. Etappe |
| 16  | Eddy Mazzoleni   | Italien      | Dritter der Gesamtwertung      |
| 17  | Andrei Misurow   | Kasachstan   |                                |
| 18  | Steve Morabito   | Schweiz      |                                |
| 19  | Dmitri Murawjow  | Kasachstan   |                                |

## Saunier Duval-Prodir(ESP)
| Nr. | Name                | Nationalität | Anmerkungen                                              |
| --- | ------------------- | ------------ | -------------------------------------------------------- |
| 21  | Gilberto Simoni     | Italien      | : 17. Etappe                                             |
| 22  | Rubens Bertogliati  | Schweiz      | Aufgabe während der 15. Etappe                           |
| 23  | Raivis Belohvoščiks | Lettland     |                                                          |
| 24  | David Cañada        | Spanien      |                                                          |
| 25  | Ángel Gómez         | Spanien      |                                                          |
| 26  | Manuele Mori        | Italien      | Aufgabe während der 15. Etappe                           |
| 27  | Iban Mayo           | Spanien      | : 19. Etappe                                             |
| 28  | Leonardo Piepoli    | Italien      | : 10. Etappe; : 16. – 21. Etappe; Sieger der Bergwertung |
| 29  | Riccardo Riccò      | Italien      | : 15. Etappe                                             |
|     |                     |              | : 16. & 18. – 21. Etappe; Sieger der Mannschaftswertung  |

## Lampre-Fondital(ITA)
| Nr. | Name              | Nationalität | Anmerkungen                                              |
| --- | ----------------- | ------------ | -------------------------------------------------------- |
| 31  | Damiano Cunego    | Italien      |                                                          |
| 32  | Matteo Bono       | Italien      |                                                          |
| 33  | Marzio Bruseghin  | Italien      | : 13. Etappe                                             |
| 34  | Marco Marzano     | Italien      |                                                          |
| 35  | Danilo Napolitano | Italien      | : 9. Etappe; Aufgabe während der 12. Etappe, Erschöpfung |
| 36  | Gorazd Štangelj   | Slowenien    |                                                          |
| 37  | Sylwester Szmyd   | Polen        |                                                          |
| 38  | Paolo Tiralongo   | Italien      |                                                          |
| 39  | Francisco Vila    | Spanien      |                                                          |
|     |                   |              | : 9. – 15. Etappe                                        |

## Acqua & Sapone-Caffè Mokambo(ITA)
| Nr. | Name               | Nationalität | Anmerkungen                                       |
| --- | ------------------ | ------------ | ------------------------------------------------- |
| 41  | Stefano Garzelli   | Italien      | : 14. & 16. Etappe                                |
| 42  | Dario Andriotto    | Italien      |                                                   |
| 43  | Alexander Arekejew | Russland     | : 9. & 10. Etappe; Aufgabe während der 14. Etappe |
| 44  | Gabriele Balducci  | Italien      | Aufgabe während der 12. Etappe                    |
| 45  | Massimo Codol      | Italien      |                                                   |
| 46  | Andrej Kunizki     | Belarus      |                                                   |
| 47  | Simone Masciarelli | Italien      | Aufgabe während der 12. Etappe                    |
| 48  | Giuseppe Palumbo   | Italien      |                                                   |
| 49  | Branislau Samojlau | Belarus      |                                                   |

## ag2r Prévoyance(FRA)
| Nr. | Name              | Nationalität | Anmerkungen                   |
| --- | ----------------- | ------------ | ----------------------------- |
| 51  | Rinaldo Nocentini | Italien      |                               |
| 52  | Hubert Dupont     | Frankreich   |                               |
| 53  | Jurij Kriwzow     | Ukraine      |                               |
| 54  | Julien Loubet     | Frankreich   | Aufgabe während der 8. Etappe |
| 55  | Laurent Mangel    | Frankreich   |                               |
| 56  | Lloyd Mondory     | Frankreich   |                               |
| 57  | Carl Naibo        | Frankreich   |                               |
| 58  | Christophe Riblon | Frankreich   |                               |
| 59  | Aljaksandr Ussau  | Belarus      |                               |

## Bouygues Télécom(FRA)
| Nr. | Name               | Nationalität | Anmerkungen                                                    |
| --- | ------------------ | ------------ | -------------------------------------------------------------- |
| 61  | Olivier Bonnaire   | Frankreich   |                                                                |
| 62  | Nicolas Crosbie    | Frankreich   |                                                                |
| 63  | Pierre Drancourt   | Frankreich   |                                                                |
| 64  | Yohann Gène        | Frankreich   | Aufgabe während der 10. Etappe, Kniebeschwerden                |
| 65  | Arnaud Labbe       | Frankreich   | Aufgabe während der 10. Etappe, Erschöpfung                    |
| 66  | Yoann Le Boulanger | Frankreich   |                                                                |
| 67  | Alexandre Pichot   | Frankreich   |                                                                |
| 68  | Franck Renier      | Frankreich   |                                                                |
| 69  | Thomas Voeckler    | Frankreich   | Aufgabe vor der 8. Etappe, Knieverletzung nach Sturz am Vortag |

## Caisse d’Epargne(ESP)
| Nr. | Name                   | Nationalität | Anmerkungen                                                                     |
| --- | ---------------------- | ------------ | ------------------------------------------------------------------------------- |
| 71  | David Arroyo           | Spanien      |                                                                                 |
| 72  | Eric Berthou           | Frankreich   |                                                                                 |
| 73  | Joan Horrach           | Spanien      | Aufgabe vor der 5. Etappe, starke Prellung am Oberschenkel nach Sturz am Vortag |
| 74  | Pablo Lastras          | Spanien      |                                                                                 |
| 75  | Alberto Losada         | Spanien      |                                                                                 |
| 76  | Aitor Pérez            | Spanien      |                                                                                 |
| 77  | José Joaquín Rojas Gil | Spanien      | Aufgabe während der 10. Etappe                                                  |
| 78  | Alexei Markow          | Russland     | Aufgabe während der 10. Etappe                                                  |
| 79  | Mathieu Perget         | Frankreich   |                                                                                 |

## Ceramiche Panaria-Navigare(IRL)
| Nr. | Name                | Nationalität | Anmerkungen                    |
| --- | ------------------- | ------------ | ------------------------------ |
| 81  | Emanuele Sella      | Italien      |                                |
| 82  | Luis Felipe Laverde | Kolumbien    | : 6. Etappe; : 7. – 10. Etappe |
| 83  | Julio Pérez Cuapio  | Mexiko       |                                |
| 84  | Andrea Pagoto       | Italien      |                                |
| 85  | Domenico Pozzovivo  | Italien      |                                |
| 86  | Fortunato Baliani   | Italien      |                                |
| 87  | Paride Grillo       | Italien      | Aufgabe während der 10. Etappe |
| 88  | Luca Mazzanti       | Italien      |                                |
| 89  | Maximiliano Richeze | Argentinien  |                                |
|     |                     |              | : 7., 8. & 17. Etappe          |

## Cofidis(FRA)
| Nr. | Name                  | Nationalität | Anmerkungen                    |
| --- | --------------------- | ------------ | ------------------------------ |
| 91  | Iván Parra            | Kolumbien    |                                |
| 92  | Frédéric Bessy        | Frankreich   |                                |
| 93  | Mickaël Buffaz        | Frankreich   |                                |
| 94  | Hervé Duclos-Lassalle | Frankreich   |                                |
| 95  | Bingen Fernández      | Spanien      |                                |
| 96  | Mathieu Heijboer      | Niederlande  | Aufgabe während der 14. Etappe |
| 97  | Amaël Moinard         | Frankreich   |                                |
| 98  | Tristan Valentin      | Frankreich   |                                |
| 99  | Steve Zampieri        | Schweiz      | Aufgabe während der 14. Etappe |

## Crédit Agricole(FRA)
| Nr. | Name               | Nationalität | Anmerkungen                                                         |
| --- | ------------------ | ------------ | ------------------------------------------------------------------- |
| 101 | Pietro Caucchioli  | Italien      |                                                                     |
| 102 | Francesco Bellotti | Italien      | Aufgabe während der 14. Etappe, Sturzverletzungen                   |
| 103 | László Bodrogi     | Ungarn       |                                                                     |
| 104 | Julian Dean        | Neuseeland   |                                                                     |
| 105 | Angelo Furlan      | Italien      |                                                                     |
| 106 | Patrice Halgand    | Frankreich   | Aufgabe vor der 6. Etappe, Bruch des Schlüsselbeins                 |
| 107 | Christophe Kern    | Frankreich   |                                                                     |
| 108 | Thor Hushovd       | Norwegen     | Aufgabe während der 12. Etappe, Vorbereitung auf die Tour de France |
| 109 | Nicolas Roche      | Irland       |                                                                     |

## Discovery Channel(USA)
| Nr. | Name                | Nationalität       | Anmerkungen                                                                         |
| --- | ------------------- | ------------------ | ----------------------------------------------------------------------------------- |
| 111 | Jaroslaw Popowytsch | Ukraine            | Aufgabe vor der 13. Etappe, Rücken- und Knieschmerzen nach Sturz auf der 11. Etappe |
| 112 | Wolodymyr Bileka    | Ukraine            |                                                                                     |
| 113 | Steve Cummings      | Großbritannien     |                                                                                     |
| 114 | George Hincapie     | Vereinigte Staaten | Aufgabe vor der 12. Etappe, Vorbereitung auf Tour de France                         |
| 115 | Pavel Padrnos       | Tschechien         |                                                                                     |
| 116 | José Luis Rubiera   | Spanien            |                                                                                     |
| 117 | Jurgen Van Goolen   | Belgien            |                                                                                     |
| 118 | Brian Vandborg      | Dänemark           | Aufgabe während der 14. Etappe                                                      |
| 119 | Matthew White       | Australien         |                                                                                     |

## Euskaltel-Euskadi(ESP)
| Nr. | Name                | Nationalität | Anmerkungen                                                                              |
| --- | ------------------- | ------------ | ---------------------------------------------------------------------------------------- |
| 121 | Beñat Albizuri      | Spanien      | Aufgabe während der 8. Etappe, Magenbeschwerden                                          |
| 122 | Koldo Fernández     | Spanien      |                                                                                          |
| 123 | Dionisio Galparsoro | Spanien      | Aufgabe während der 12. Etappe, Bruch des Armes nach Sturz                               |
| 124 | Aitor Hernández     | Spanien      | Aufgabe vor der 12. Etappe, Bruch des Schlüsselbeins nach Sturz am Vortag                |
| 125 | Markel Irízar       | Spanien      |                                                                                          |
| 126 | Anttón Luengo       | Spanien      |                                                                                          |
| 127 | Aketza Peña         | Spanien      | Suspendierung vor der 17. Etappe, positiver Dopingbefund beim Giro del Trentino im April |
| 128 | Iván Velasco        | Spanien      |                                                                                          |
| 129 | Joseba Zubeldia     | Spanien      | Aufgabe während der 14. Etappe                                                           |

## Française des Jeux(FRA)
| Nr. | Name              | Nationalität | Anmerkungen                                                                        |
| --- | ----------------- | ------------ | ---------------------------------------------------------------------------------- |
| 131 | Carlos Da Cruz    | Frankreich   | Aufgabe vor der 1. Etappe, Bruch des Fußes bei Teampräsentation                    |
| 132 | Arnaud Gérard     | Frankreich   |                                                                                    |
| 133 | Timothy Gudsell   | Neuseeland   | Aufgabe während der 7. Etappe, Schnittwunde im Oberschenkel                        |
| 134 | Lilian Jégou      | Frankreich   |                                                                                    |
| 135 | Ian McLeod        | Südafrika    | Aufgabe während der 4. Etappe, Bruch des Schlüsselbeins und einer Rippe nach Sturz |
| 138 | Cyrille Monnerais | Frankreich   | Aufgabe während der 8. Etappe                                                      |
| 137 | Francis Mourey    | Frankreich   |                                                                                    |
| 138 | Fabien Patanchon  | Frankreich   |                                                                                    |
| 139 | Jussi Veikkanen   | Finnland     |                                                                                    |

## Team Gerolsteiner(GER)
| Nr. | Name            | Nationalität | Anmerkungen                                                              |
| --- | --------------- | ------------ | ------------------------------------------------------------------------ |
| 141 | Davide Rebellin | Italien      | Aufgabe vor der 11. Etappe, Erschöpfung                                  |
| 142 | Robert Förster  | Deutschland  | : 5. Etappe; Aufgabe vor der 12. Etappe, Vorbereitung auf Tour de France |
| 143 | Thomas Fothen   | Deutschland  |                                                                          |
| 144 | Oscar Gatto     | Italien      |                                                                          |
| 145 | Tim Klinger     | Deutschland  | Aufgabe während der 12. Etappe, Sehnenreizung im Knie                    |
| 146 | Sven Krauß      | Deutschland  |                                                                          |
| 147 | Volker Ordowski | Deutschland  | Aufgabe während der 2. Etappe, Magen-Darm-Infektion                      |
| 148 | Matthias Russ   | Deutschland  |                                                                          |
| 149 | Oliver Zaugg    | Schweiz      | Aufgabe während der 14. Etappe, Sitzprobleme                             |

## Liquigas(ITA)
| Nr. | Name                   | Nationalität   | Anmerkungen                                                                                                 |
| --- | ---------------------- | -------------- | --- |
| 151 | Danilo Di Luca         | Italien        | : 1., 4. & 12. Etappe; : 3., 5., 6., 13. – 21. Etappe; : 5., 6., 11. – 15. Etappe; Sieger der Gesamtwertung |
| 152 | Enrico Gasparotto      | Italien        | : 1. Etappe; : 2. & 4. Etappe; : 2. – 4. Etappe                                                             |
| 153 | Vladimir Miholjević    | Kroatien       | : 1. Etappe                                                                                                 |
| 154 | Vincenzo Nibali        | Italien        | : 1. Etappe; : 5. & 6. Etappe                                                                               |
| 155 | Andrea Noè             | Italien        | : 1. Etappe; : 11. & 12. Etappe                                                                             |
| 156 | Franco Pellizotti      | Italien        | : 1. Etappe                                                                                                 |
| 157 | Alessandro Spezialetti | Italien        | : 1. Etappe                                                                                                 |
| 158 | Alessandro Vanotti     | Italien        | : 1. Etappe                                                                                                 |
| 159 | Charles Wegelius       | Großbritannien | : 1. Etappe; Aufgabe während der 18. Etappe, Fieber                                                         |
|     |                        |                | : 2. – 6. Etappe                                                                                            |

## Predictor-Lotto(BEL)
| Nr. | Name                  | Nationalität | Anmerkungen                                                                                    |
| --- | --------------------- | ------------ | ---------------------------------------------------------------------------------------------- |
| 161 | Robbie McEwen         | Australien   | : 2. Etappe; : 3. & 5. Etappe; Aufgabe vor der 12. Etappe, Vorbereitung auf die Tour de France |
| 162 | Dario Cioni           | Italien      |                                                                                                |
| 163 | Josep Jufré           | Spanien      |                                                                                                |
| 164 | Matthew Lloyd         | Australien   |                                                                                                |
| 165 | Mario Aerts           | Belgien      |                                                                                                |
| 166 | Jurgen Van Den Broeck | Belgien      |                                                                                                |
| 167 | Wim Van Huffel        | Belgien      | Aufgabe vor der 15. Etappe                                                                     |
| 168 | Stefano Zanini        | Italien      |                                                                                                |
| 169 | Nick Gates            | Australien   |                                                                                                |

## Rabobank(NED)
| Nr. | Name               | Nationalität | Anmerkungen                                           |
| --- | ------------------ | ------------ | ----------------------------------------------------- |
| 171 | Michael Rasmussen  | Dänemark     |                                                       |
| 172 | Mauricio Ardila    | Kolumbien    |                                                       |
| 173 | Graeme Brown       | Australien   | Aufgabe während der 3. Etappe, Übelkeit und Erbrechen |
| 174 | Koos Moerenhout    | Niederlande  |                                                       |
| 175 | Max Van Heeswijk   | Niederlande  | Aufgabe während der 14. Etappe, Atemprobleme          |
| 176 | Dmitri Kosontschuk | Russland     |                                                       |
| 177 | Leon Van Bon       | Niederlande  | Aufgabe während der 6. Etappe, Magenbeschwerden       |
| 178 | William Walker     | Australien   |                                                       |
| 179 | Pedro Horrillo     | Spanien      |                                                       |

## Team CSC(DEN)
| Nr. | Name               | Nationalität       | Anmerkungen                                                                |
| --- | ------------------ | ------------------ | -------------------------------------------------------------------------- |
| 181 | Fabian Cancellara  | Schweiz            | Aufgabe während der 12. Etappe                                             |
| 182 | David Zabriskie    | Vereinigte Staaten |                                                                            |
| 183 | Andy Schleck       | Luxemburg          | : 11. – 21. Etappe; Sieger der Nachwuchswertung; Zweiter der Gesamtwertung |
| 184 | Juan José Haedo    | Argentinien        | Aufgabe während der 10. Etappe, Erschöpfung                                |
| 185 | Alexander Kolobnew | Russland           | Aufgabe während der 12. Etappe                                             |
| 186 | Michael Blaudzun   | Dänemark           | Aufgabe während der 8. Etappe, Viruserkrankung                             |
| 187 | Matti Breschel     | Dänemark           |                                                                            |
| 188 | Wolodymyr Hustow   | Ukraine            |                                                                            |
| 189 | Kurt Asle Arvesen  | Norwegen           | : 8. Etappe                                                                |

## Team Milram(ITA)
| Nr. | Name                  | Nationalität | Anmerkungen                                                                       |
| --- | --------------------- | ------------ | --------------------------------------------------------------------------------- |
| 191 | Alessandro Petacchi   | Italien      | : 3., 7., 11., 18. & 21. Etappe; : 4. & 6. – 21. Etappe; Sieger der Punktewertung |
| 192 | Alessandro Cortinovis | Italien      |                                                                                   |
| 193 | Sergio Ghisalberti    | Italien      | Aufgabe während der 10. Etappe, Rückenbeschwerden                                 |
| 194 | Christian Knees       | Deutschland  |                                                                                   |
| 195 | Brett Lancaster       | Australien   |                                                                                   |
| 196 | Martin Müller         | Deutschland  |                                                                                   |
| 197 | Alberto Ongarato      | Italien      | Aufgabe vor der 10. Etappe, Kniebeschwerden                                       |
| 198 | Fabio Sabatini        | Italien      | Aufgabe während der 14. Etappe, Beinschmerzen                                     |
| 199 | Mirco Lorenzetto      | Italien      |                                                                                   |

## Team Tinkoff Credit Systems(ITA)
| Nr. | Name               | Nationalität | Anmerkungen                |
| --- | ------------------ | ------------ | -------------------------- |
| 201 | Salvatore Commesso | Italien      |                            |
| 202 | Iwan Rowny         | Russland     | Aufgabe vor der 14. Etappe |
| 203 | Elio Aggiano       | Italien      |                            |
| 204 | Jewgeni Petrow     | Russland     |                            |
| 205 | Michail Ignatjew   | Russland     |                            |
| 206 | Ricardo Serrano    | Spanien      |                            |
| 207 | Nikolai Trussow    | Russland     |                            |
| 208 | Daniele Contrini   | Italien      |                            |
| 209 | Pawel Brutt        | Russland     | : 3. & 4. Etappe           |

## Team T-Mobile(GER)
| Nr. | Name             | Nationalität       | Anmerkungen                                                                          |
| --- | ---------------- | ------------------ | ------------------------------------------------------------------------------------ |
| 211 | Michael Barry    | Kanada             | Aufgabe vor der 2. Etappe, Magen-Darm-Infektion                                      |
| 212 | Lorenzo Bernucci | Italien            |                                                                                      |
| 213 | Adam Hansen      | Australien         | Aufgabe vor der 3. Etappe, Bruch zweier Finger und Schürfwunden nach Sturz am Vortag |
| 214 | Greg Henderson   | Neuseeland         | Aufgabe während der 10. Etappe, Erschöpfung                                          |
| 215 | Axel Merckx      | Belgien            |                                                                                      |
| 216 | Aaron Olsen      | Vereinigte Staaten |                                                                                      |
| 217 | Marco Pinotti    | Italien            | : 7. – 10. Etappe                                                                    |
| 218 | František Raboň  | Tschechien         |                                                                                      |
| 219 | Thomas Ziegler   | Deutschland        | Aufgabe vor der 6. Etappe, entzündeter Weisheitszahn                                 |